# Peter Ragnvaldssons ätt
Peter Ragnvaldssons ätt och Tre rutor är nutida benämningar på en högfrälsesläkt från 1300-talet. Släkten dog ut i slutet på 1300-talet. 

## Historik
Peter Ragnvaldssons ätt, även kallad Tre rutor var en högfrälsesläkt från 1300-talet. Stamfadern Ragnvald är känd endast genom de två kända sönernas patronymikon. Släkten dog ut i slutet på 1300-talet.

### Vapensköld
Vapnet har tidigare ibland angetts som: tre ginbalksvis kopplade röda snedrutor i guldfält. Sigill uppvisar däremot rutorna balkvis.

### Släkt
- Rangvald som var gift med Jonsdotter (Ängel).[1]
  - Magnus Rangvaldsson (Peter Rangvaldssons ätt) blev drots 1282 och var det ännu 1285. Samma år var han också riksråd. Han dog 1285 eller 1286. Han var gift med Helga Anundsdotter (vingad lilja), dotter till Anund Haraldsson (vingad lilja) och Ingeborg Elofsdotter (vingad pil). Makarna hade inga kända barn.
  - Peter Rangvaldsson (Peter Rangvaldssons ätt) (död mellan 1326–1328), svensk riddare och riksråd. Han var gift med Birgitta Jonsdotter (Aspenäsätten).[1]
    - Christina Petersdotter.[1]
    - Helga Petersdotter.[1]